# 872
872 (DCCCLXXII) var ett skottår som började en tisdag i den julianska kalendern.

## Händelser

### December
- 14 december – Sedan Hadrianus II har avlidit tidigare samma dag (på femårsdagen av sitt tillträde) väljs Johannes VIII till påve.

### Okänt datum
- Norge enas till ett rike med Harald som kung.[1], då Harald Hårfager besegrar en koalition av andra norska småkungar i sjöslaget vid Hafrsfjord.
- Vikingen Halvdan, son till Ragnar Lodbrok, erövrar London och lägger där sin stora armé i vinterläger.

## Födda
- Taizu av Liao, kinesisk kejsare.

## Avlidna
- 14 december – Hadrianus II, påve sedan 867.

### Fotnoter
1. ↑  ”Norway” (på engelska). World Statesmen. http://www.worldstatesmen.org/Norway.htm. Läst 7 november 2012.